# Brachychiton
Brachychiton  es un género con 31 especies perteneciente a la subfamilia (para algunos autores, familia) de las esterculiáceas (la misma del género Theobroma, el cacao) de árboles y grandes arbustos monoicos, nativo de Australia (el centro de diversidad tiene 30 especies) y Nueva Guinea (con una especie). 
La antigüedad de los fósiles de Nueva Gales del Sur y de Nueva Zelanda se estima en 50 millones de años, correspondiendo al Terciario.

## Descripción
Crecen entre 4 y 30 metros de altura y algunos son caducifolios durante la estación seca. Algunas especies son paquicaules con un tronco muy corto en relación con su tamaño total, donde almacenan agua para los periodos de sequía. Las hojas muestran  variación intraespecífica, de entera a profundamente palmeado-lobuladas incluso con largos y finos folíolos; el tamaño de la hoja oscila entre los 4 y los 20 cm de largo y de ancho.
Todas las especies son monoicas pero con flores separadas, masculinas y femeninas, en el mismo pie. Las flores tienen un perianto campanulado, consistente en una serie de lóbulos fusionados semejando un cáliz, brillantemente coloreado en muchas especies. Las flores femeninas tienen 5 carpelos separados, cada uno de los cuales forma un fruto leñoso que contiene varias semillas. El color de la flor varía según las especies. Las especies forestales más orientales pierden las hojas antes de florecer pero las de regiones secas suelen florecer con hojas.

## Etimología
Brachychiton deriva del idioma griego brachys, corto, y chiton, túnica, en referencia a sus semillas cubiertas. El nombre botánico genérico es con frecuencia mal interpretado como de género neutro, por lo que en libros y revistas de horticultura frecuentemente se usan los nombres específicos incorrectos de B. rupestre y B. populneum, en lugar de B. rupestris y B. populneus. 

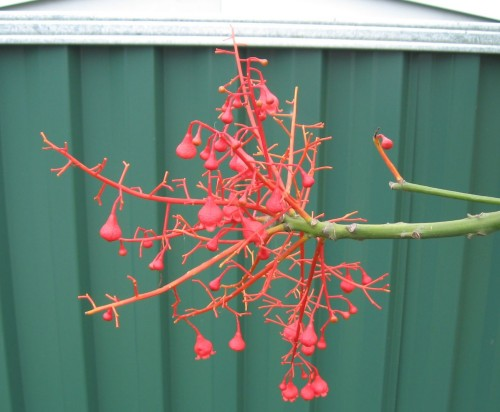
Brachychiton acerifolius: inflorescencia.

Kurrajong es una palabra aborigen australiana para "planta de fibra",  y se refiere al uso de la corteza de algunas de sus especies para confeccionar tejidos, ropas, canastas, etc. Algunas especies se utilizan como ornamentales y fueron introducidas en regiones cálidas incluido el Mediterráneo, Sudáfrica y el oeste de EE. UU. Esas especies también se hibridan para horticultura.  B. populneo-acerifolius es un ejemplo. 

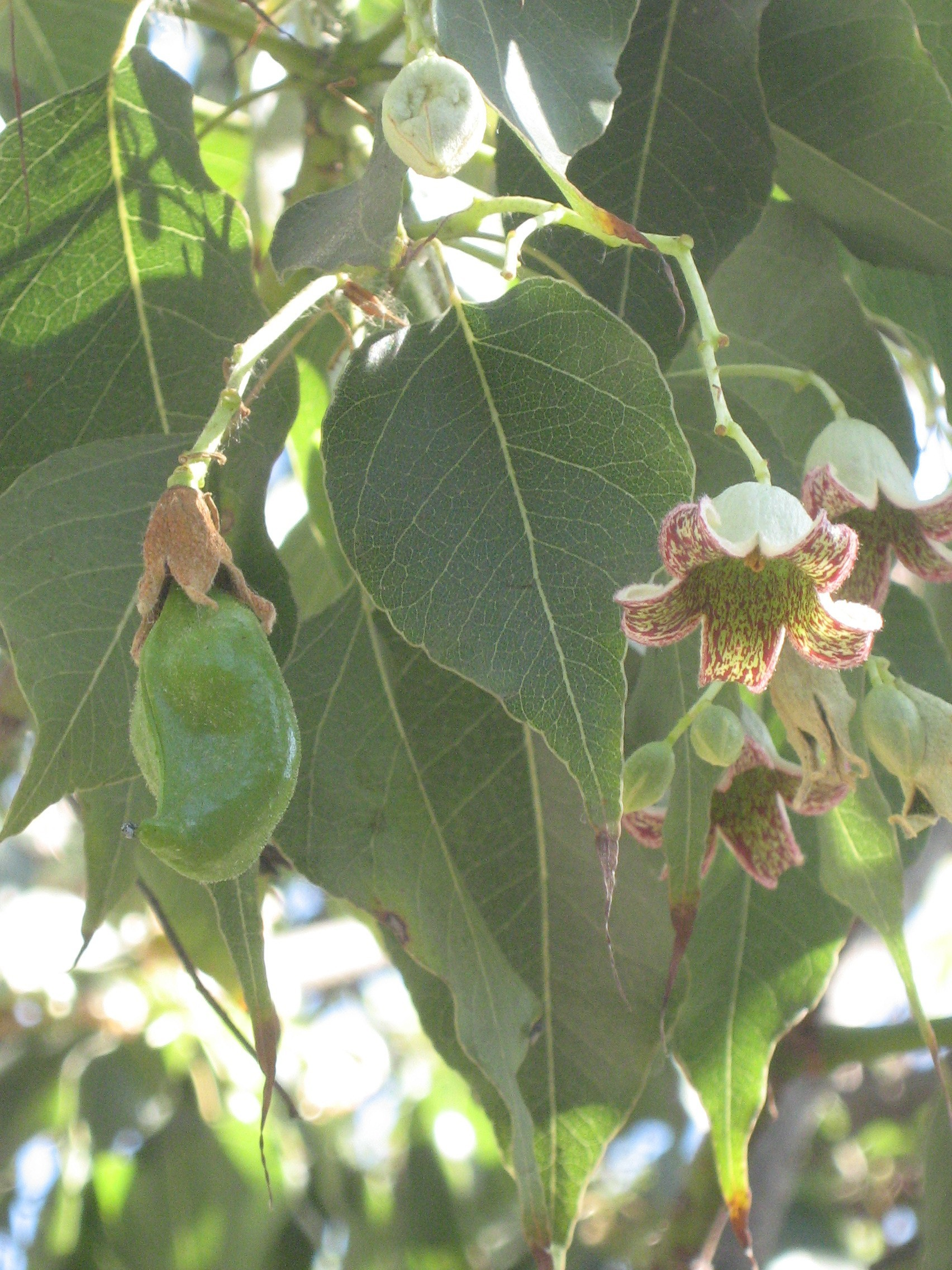
B. populneus.

### Nombre común
A los miembros el género se los llama comúnmente "kurrajong", "árbol de fuego" o   "brachichito".

## Especies
| - Brachychiton acerifolius – árbol de fuego Illawarra, kurrajong llameado, curamín - Brachychiton acuminatus - Brachychiton albidus - Brachychiton australis – kurrajong de hojas grandes - Brachychiton bidwillii – kurrajong pequeño - Brachychiton carruthersii - Brachychiton chilligoensis - Brachychiton collinus - Brachychiton compactus - Brachychiton discolor – árbol de fuego rosa, kurrajong blanco - Brachychiton diversifolius - Brachychiton fitzgeraldianus - Brachychiton garrawayae - Brachychiton grandiflorus - Brachychiton gregorii – kurrajong del desierto - Brachychiton incanus - Brachychiton megaphyllus - Brachychiton muellerianus - Brachychiton obtusilobus - Brachychiton paradoxus – kurrajong de flores rojas - Brachychiton populneus – kurrajong de corteza de encaje, kurrajong de flores blancas, kurrajong negro, kurrajong norteño - Brachychiton rupestris – árbol botella de Queensland, kurrajong de Queensland - Brachychiton spectabilis - Brachychiton tridentatus - Brachychiton tuberculatus – Meayacka - Brachychiton velutinosus – kurrajong arbusto - Brachychiton vitifolius - Brachychiton xanthophyllus |